# Clubiona ruffoi
Clubiona ruffoi är en spindelart som beskrevs av Lodovico di Caporiacco 1940. Clubiona ruffoi ingår i släktet Clubiona och familjen säckspindlar.
Artens utbredningsområde är Italien. Inga underarter finns listade i Catalogue of Life.